# Hanno Douschan
Hanno Douschan (Klagenfurt, 5 de septiembre de 1989) es un deportista austríaco que compite en snowboard. Ganó una medalla de plata en el Campeonato Mundial de Snowboard de 2019, en la prueba de campo a través.

## Medallero internacional
| Campeonato Mundial | Campeonato Mundial         | Campeonato Mundial | Campeonato Mundial |
| Año                | Lugar                      | Medalla            | Competición        |
| ------------------ | -------------------------- | ------------------ | ------------------ |
| 2019               | Park City (Estados Unidos) | Medalla de plata   | Campo a través     |